# Professional Widow
Professional Widow (englisch für „Berufswitwe“) ist ein Lied der US-amerikanischen Singer-Songwriterin Tori Amos, das 1996 auf ihrem dritten Studioalbum Boys for Pele erschien und im selben Jahr als Single ausgekoppelt wurde. Besondere Bekanntheit erreichte ein von Armand van Helden produzierter Remix.

## Entstehung und Veröffentlichung
Getextet, komponiert und produziert wurde das Lied im Alleingang von der Interpretin. Neben Amos, die bei diesem Lied zusätzlich zu ihrem Gesang auch ihren Bösendorfer-Konzertflügel und Cembalo spielt, sind an der Aufnahme die Musiker George Porter Jr. am Bass, Steve Caton an der Gitarre und Manu Katché am Schlagzeug beteiligt. Für die Programmierung synthetischer Perkussionselemente war Alan Friedman verantwortlich. Die Albumversion enthält den Schrei eines Stiers, der im Begleitheft als „bull“ bezeichnet wird.
Die Erstveröffentlichung von Professional Widow erfolgte am 19. Januar 1996 bei East West Records, als Teil von Amos’ dritten Studioalbum Boys for Pele (Katalognummer: 7567-82862-2). Am 2. Juli 1996 erschien das Lied als dritte Singleauskopplung aus dem Album (Katalognummer: 0-85499), die Remixes von Armand van Helden und MK enthält. Van Heldens Star Trunk Funkin’ Mix erschien am 30. August 1996 als Single unter dem Titel Professional Widow (It’s Got to Be Big) (Katalognummer: 7567-85450-2).

## Inhalt
Gerüchten zufolge handelt Professional Widow von Courtney Love, der Witwe des 1994 verstorbenen Nirvana-Sängers und-Gitarristen Kurt Cobain, dessen Lied Smells Like Teen Spirit Tori Amos bei ihren Konzerten oft coverte. Amos beteuerte, sie habe Love nie getroffen und das Lied handele vielmehr von ihren eigenen Erfahrungen und „dem Teil von mir, der Lady Macbeth ist.“ In einem Fernsehinterview aus dem Jahr 2003, bei dem der Moderator sagte, das Lied sei von Love inspiriert, unterbrach Amos ihn mit „angeblich“ und lächelte.

## Musikvideo
Zur Originalversion von Professional Widow wurde kein begleitendes Musikvideo gedreht. Das Musikvideo zu Armand van Helden’s Star Trunk Funkin’ Mix ist lediglich ein Zusammenschnitt der bis dato erschienenen Musikvideos von Tori Amos.

## Kommerzieller Erfolg

### Chartplatzierungen
Während die Originalversion von Professional Widow moderate Chartplatzierungen verzeichnete, avancierte es nach dem Remix von Armand van Helden zum Nummer-eins-Hit im Vereinigten Königreich am 12. Januar 1997. Darüber hinaus erreichte es Top-10-Platzierungen in Irland (Rang 2) und Island (Rang 6).
| ChartsChartplatzierungen     | Höchstplatzierung | Wochen |
| ---------------------------- | ----------------- | ------ |
| Deutschland (GfK)            | 38 (8 Wo.)        | 8      |
| Österreich (Ö3)              | 23 (8 Wo.)        | 8      |
| Schweiz (IFPI)               | 22 (11 Wo.)       | 11     |
| Vereinigtes Königreich (OCC) | 1 (15 Wo.)        | 15     |

| ChartsJahrescharts (1997)    | Platzierung |
| ---------------------------- | ----------- |
| Vereinigtes Königreich (OCC) | 47          |

### Auszeichnungen für Musikverkäufe
| Land/Region                  | Auszeichnungen für Musikverkäufe (Land/Region, Auszeichnung, Verkäufe) | Verkäufe |
| ---------------------------- | ---------------------------------------------------------------------- | -------- |
| Australien (ARIA)            | Gold                                                                   | 35.000   |
| Vereinigtes Königreich (BPI) | Silber                                                                 | 200.000  |
| Insgesamt                    | 2× Gold · 5× Platin ·                                                  | 235.000  |